# Dias (Familienname)
Dias ist ein portugiesischer Familienname.

## Namensträger

### A
- Albertina Dias (* 1965), portugiesische Langstreckenläuferin
- Aleixo das Neves Dias (* 1944), indischer Ordensgeistlicher, Bischof von Port Blair
- Domingos Alexandre Rodrigo Dias da Costa (* 1982), brasilianischer Fußballspieler, siehe Alex (Fußballspieler, Juni 1982)
- Álvaro Dias (* 1923), portugiesischer Leichtathlet
- Ana Dias (* 1974), portugiesische Leichtathletin

André Gonçalves Dias (* 15. Mai 1979 in São Bernardo do Campo) ist ein ehemaliger brasilianischer Fußballspieler. Dias spielte auf der Position des Innenverteidigers.

## Karriere
André Dias fing 1999 mit dem Profifußball in der Liga Copa São Paulo de Juniores an, wo er für Palestra de São Bernardo spielte. Im selben Jahr unterzeichnete er einen Vertrag bei Paraná Clube, wo er für ein Jahr spielte, bevor er zum Erstligisten CR Flamengo wechselte. Dias stand nur eine kurze Zeit bei Flamengo unter Vertrag, bis er zum nächsten Verein wechselte, diesmal zum Paysandu SC. Wieder verging ein Jahr, bis er zu Goiás EC ging, wo er sich als starker und talentierter Abwehrspieler etablierte.
Nachdem er zwei Saisons bei Goias absolviert hatte, wurde er vom FC São Paulo gekauft. Er blieb dort bis zum Jahre 2009, wo er dann in die italienische Serie A wechselte.
Dias sicherte sich seinen Weg nach Europa am 1. Februar 2010, wo er beim italienischen Klub Lazio Rom für 2,63 Millionen Euro Ablöse unterschrieb. In den ersten zehn Ligaspielen gelangen ihm zwei Tore.
In der Saison 2012/13 wurde Dias als Mitverantwortlicher für Lazios Sprung an die oberen Tabellenpositionen verantwortlich gemacht. Unter Lazios neuem Trainer Vladimir Petković wurde Dias mit Giuseppe Biava und Michaël Ciani als Rückgrat des Kaders geformt, um eine spielstarke Abwehr zu formen, welche eine der besten der gesamten Serie A war.
2009 wurde Dias vom Manager Dunga in die Nationalmannschaft berufen, wo er der chilenischen Nationalmannschaft in der Fußball-Weltmeisterschaft 2010 begegnete. Er wurde jedoch nicht aufgestellt.

## Ehrungen
FC São Paulo
- Campeonato Brasileiro de Futebol: 2006, 2007, 2008

Lazio Rom
- Coppa Italia: 2012/13

Auszeichnungen
- Bola de Prata: 2008, 2009
- Prêmio Craque do Brasileirão: 2009

### B
- Bartolomeu Dias (um 1450–1500), portugiesischer Seefahrer und Entdecker

### C
- Camille Dias (* 1996), schweizerisch-portugiesische Skirennfahrerin
- Carlos Dias (Fechter) (Carlos Pereira Dias; 1910–1995), portugiesischer Fechter
- Carlos Dias (Schauspieler, 1957) (* 1957), portugiesischer Schauspieler
- Carlos Dias (Schauspieler, 1959) (1959–2013), angolanischer Schauspieler
- Carlos Alberto Dias (* 1967), brasilianischer Fußballspieler
- Célio Alves Dias (* 1971), macauischer Autorennfahrer
- Claire Carver-Dias (* 1977), kanadische Synchronschwimmerin

### D
- Daniel Dias (* 1988), brasilianischer Schwimmer
- David Dias (* 1969), angolanischer Basketballspieler
- David Dias Pimentel (1941–2021), portugiesischer Geistlicher, Bischof von São João da Boa Vista
- David Dias Ximenes (* 1953), osttimoresischer Politiker, siehe David Ximenes
- Daysiellen Dias (* 1997), brasilianische Sprinterin
- Denny Dias (* 1946), US-amerikanischer Gitarrist
- Dinis Dias, portugiesischer Seefahrer und Entdecker
- Diogo Dias (vor 1450–nach 1500), portugiesischer Seefahrer und Entdecker
- Djalma Dias (* 1939), brasilianischer Fußballspieler
- Duming Dias (* 1969), indischer Geistlicher, Bischof von Karwar

### E
- Emília Dias, angolanische Politikerin
- Emmy Lopes Dias (1919–2005), niederländische Schauspielerin

### F
- Fausto Bordalo Dias (1948–2024), portugiesischer Liedermacher, Folksänger, Protestsänger und Komponist
- Francisco Esteves Dias (1920–1977), portugiesischer Ordensgeistlicher, Bischof von Luso
- Felipe Dias da Silva dal Belo (* 1984), brasilianischer Fußballspieler, siehe Felipe (Fußballspieler, 1984)
- Fernando da Piedade Dias dos Santos (Nando; * 1952), angolanischer Politiker
- Fernando José de França Dias Van Dúnem (1934–2024), angolanischer Politiker
- Filomeno Vieira Dias (* 1958), angolanischer Geistlicher, Bischof in Cabinda
- Flavio dos Santos Dias (* 1995), kapverdischer Fußballspieler

### G
- Gabriel Dias (* 1990), brasilianischer Automobilrennfahrer
- Germano Santa Brites Dias, osttimoresischer Beamter und Politiker
- Gil Dias (* 1996), portugiesischer Fußballspieler

### H
- Hélio Dias (* 1943), brasilianischer Fußballspieler
- Hertz Dias (* 1970), brasilianischer Politiker

### I
- Ivan Dias (1936–2017), indischer Kurienkardinal

### J
- João Dias (1926–1949), mosambikanischer Schriftsteller
- Joaquim Wladimir Lopes Dias (* 1957), brasilianischer Geistlicher, Bischof von Lorena
- Jorge Dias (1907–1973), portugiesischer Ethnologe
- José Dias (Rennfahrer), brasilianischer Automobilrennfahrer
- José António Amorim Dias (* 1963), osttimoresischer Diplomat
- José Augusto Dias (José Augusto Barcellos Dias; * 1959), brasilianischer Segler
- José Carlos Días (* 1979), brasilianischer Fußballspieler
- José Francisco Rezende Dias (* 1956), brasilianischer Geistlicher, Erzbischof von Niterói
- José Paulo Dias (José Paulo Barcellos Dias; * 1957), brasilianischer Segler
- José Pedro Dias (* 1994), portugiesischer Mountainbiker
- José Sebastião da Silva Dias (1916–1994), portugiesischer Philosoph
- Josef de Souza Dias (* 1989), brasilianischer Fußballspieler
- Jules Alberto Dias (* 1975), indischer Fußballspieler

### K
- Kaitlyn Dias (* 1999), US-amerikanische Schauspielerin und Synchronsprecherin

### L
- Larry Dias, Szenenbildner
- Lucas Dias (Fußballspieler, 1997) (* 1997), brasilianischer Fußballspieler
- Luís Dias (Pseudo-Messias) (Messias von Setúbal; 1505–1542), portugiesischer Schuhmacher und jüdischer Pseudo-Messias
- Luis Días (Musiker) (1952–2009), dominikanischer Rock- und Jazzmusiker
- Luis Dias (Koch) (* 1972), portugiesischer Koch, Gastronom und Unternehmer
- Luís Henrique Dias (* 1960), brasilianischer Fußballtorwart
- Luísa Costa Dias (1956–2011), portugiesische Fotografin
- Luiz Carlos Dias (* 1964), brasilianischer Geistlicher, römisch-katholischer Bischof von São Carlos
- Luiz Gustavo Dias (* 1987), brasilianischer Fußballspieler

### M
- Manuel Dias (1905–??), portugiesischer Leichtathlet
- Manuel Hélder Vieira Dias Junior (genannt Kopelipa), angolanischer Politiker und General
- Manuel Madureira Dias (* 1936), portugiesischer Geistlicher, Bischof von Faro
- Márcio Paulo de Oliveira Dias (* 1938), brasilianischer Diplomat
- Marcus Vinícius Dias (1923–1992), brasilianischer Basketballspieler
- Margot Dias (1908–2001), portugiesische Musikerin, Ethnologin und Dokumentarfilmerin
- Mariana Dias Ximenes (* 1983), osttimoresische Marathonläuferin
- Martin Dias (* 1936), guyanischer Gewichtheber
- Miguel Dias (* 1968), niederländischer Boxer
- Miguel Xavier dos Mártires Dias (1896–1933), portugiesischer Offizier und Kolonialverwalter

### N
- Nilson Dias (* 1952), brasilianischer Fußballspieler

### P
- Patrick V. Dias (* 1934), indischer Erziehungswissenschaftler
- Paulo Celso Dias do Nascimento (* 1963), brasilianischer Geistlicher, Bischof von Itaguaí
- Pavel Dias (1938–2021), tschechischer Fotograf und Universitätspädagoge
- Pedro Dias (Boxer), brasilianischer Boxer
- Pedro Dias (Judoka) (Pedro Daniel Castelo Branco Miranda Dias; * 1982), portugiesischer Judoka
- Pedro Dias (Leichtathlet) (* 2003), portugiesischer Geher
- Pedro Boscardin Dias (* 2003), brasilianischer Tennisspieler
- Pedro Henrique Dias de Amorim (* 1992), brasilianischer Fußballspieler

### R
- Ralph Machado Dias (* 1998), brasilianischer Fußballspieler
- Ranil Dias (* 1957), sri-lankischer Segler
- Raphael Dias Belloli (* 1996), brasilianischer Fußballspieler, siehe Raphinha
- Roberto Dias (1943–2007), brasilianischer Fußballspieler
- Robson Dias (* 1983), brasilianischer Radrennfahrer
- Rúben Dias (* 1997), portugiesischer Fußballspieler

### S
- Sandro Dias (Gustavo; * 1975), brasilianischer Skateboarder
- Selma Vaz Dias (1911–1977), niederländisch-britische Schauspielerin
- Silvia Dias (* 1986), portugiesische Sängerin
- Steven Dias (* 1983), indischer Fußballspieler

### T
- Teresa Franco Dias (* 1999), portugiesische Tennisspielerin
- Tiago Manuel Dias Correia (* 1990), portugiesischer Fußballspieler, siehe Bebé

### V
- Vanderley Dias Marinho (* 1987), brasilianischer Fußballspieler
- Vilson Dias de Oliveira (* 1958), brasilianischer Ordensgeistlicher, Bischof von Limeira
- Virgílio Maria Dias Marçal (* 1954), osttimoresischer Politiker

### W
- Wander Luiz Queiroz Dias (* 1992), brasilianischer Fußballspieler
- Wellington Dias (* 1962), brasilianischer Politiker
- Wije Dias (1941–2022), sri-lankischer Trotzkist

### Z
- Zwinglio Mota Dias (1941–2021), brasilianischer evangelischer Theologe